# تیم ملی فوتبال آلمان
تیم ملی فوتبال آلمان (به آلمانی: Deutsche Fußballnationalmannschaft) یک تیم فوتبال است که از سال ۱۹۰۸، نماینده کشور آلمان در مسابقات بین‌المللی بوده است. این تیم زیر نظر فدراسیون فوتبال آلمان (Deutscher Fußball-Bund) فعالیت می‌کند که در سال ۱۹۰۰ تأسیس شده است. در سال ۱۹۴۹، آلمان به دو تیم آلمان غربی و آلمان شرقی تقسیم شد که هر دو توسط فیفا به رسمیت شناخته شدند تا سال ۱۹۹۰ که دوباره با هم متحد شدند. رکوردهای این دو تیم، با هم ادغام شده است. همچنین آلمان از پرافتخارترین تیم‌های جهان است. از افتخارات آلمان می‌توان به ۳ قهرمانی در جام جهانی، ۳ قهرمانی در جام ملت‌های اروپا، ۱ قهرمانی در جام کنفدراسیون‌ها و ۱ قهرمانی در بازی‌های المپیک اشاره کرد.
آلمان پس از برزیل ، آرژانتین و ایتالیا برترین تیم در جام جهانی فوتبال است. آن‌ها سه بار قهرمان جام جهانی فوتبال (۱۹۵۴، ۱۹۷۴، ۱۹۹۰) و سه بار قهرمان جام ملت‌های اروپا (۱۹۷۲، ۱۹۸۰، ۱۹۹۶) شده‌اند. آن‌ها همچنین دارای پنج نایب‌قهرمانی در جام جهانی، سه نایب‌قهرمانی در جام ملت‌های اروپا، چهار مقام سومی در جام جهانی، سه مقام سومی در جام ملت‌های اروپا و یک مقام چهارمی در جام جهانی هستند.
آلمان شرقی در سال ۱۹۷۶، قهرمان المپیک نیز شد. علاوه بر این، آلمان‌ها در این رقابت‌ها به دو مقام نایب‌قهرمانی، سه مقام سومی و یک رتبه چهارمی دست یافتند.
از دیگر افتخارات آلمانی‌ها می‌توان به قهرمانی در جام کنفدراسیون‌ها ۲۰۰۵ و یک مقام سومی در این مسابقات اشاره کرد.
آلمان اولین کشوری است که هم در رده مردان هم در رده زنان در جام جهانی فوتبال به مقام قهرمانی رسیده است.

## لقب‌ها
در آلمان این تیم با نام Die Mannschaft (تیم) شناخته می‌شود. همچنین آن‌ها گاهی با نام‌های DFB-Team (تیم دی‌اف‌بی)، Nationalelf (یازده ملی‌پوش)، DFB-Elf (یازده دی‌اف‌بی) خطاب می‌شوند. این در حالی است که در رسانه‌هایی خارجی به آن‌ها Mannschaft (تیم) گفته می‌شود.

## پیشینه

### دوران ابتدایی
بین سال ۱۹۰۱–۱۸۹۹ قبل از تشکیل تیم‌های ملی در رده بین‌المللی تیم بین‌المللی آلمان ۵ بازی غیررسمی با انگلیس انجام داد که در همه این بازی‌ها، انگلیسی‌ها موفق به شکست آلمان‌ها شدند. ۸ سال بعد از تأسیس فدراسیون فوتبال آلمان، آلمان اولین بازی رسمی خود را با تیم ملی سوئیس انجام داد که سوئیس با نتیجه ۵ بر ۳ آلمان را مغلوب کرد. به‌طور تصادفی اولین بازی‌های تیم ملی آلمان بعد از جنگ جهانی اول و بعد از جنگ جهانی دوم و همچنین بعد از اتحاد دوباره آلمان همه مقابل سوئیس انجام شده است. حتی اولین قهرمانی آلمان در جام جهانی نیز در کشور سوئیس بوده است.
در سال‌های اولیه بازیکنان به وسیله فدراسیون فوتبال آلمان (DFB) انتخاب می‌شدند. در آن زمان هنوز مربی برای تیم انتخاب نشده بود. اولین مربی تیم ملی آلمان اتو نرتز بود که معلم مدرسه در شهر مانهایم بود و هدایت تیم ملی را از سال‌های ۱۹۳۶–۱۹۲۶ بر عهده گرفت. فدراسیون به دلیل رکود بزرگ توانایی اعزام تیم ملی به اروگوئه را در سال ۱۹۳۰ برای نخستین دوره جام جهانی فوتبال نداشت. اما ۴ سال بعد، در نخستین حضور خود در جام جهانی در ایتالیا، موفق به کسب مقام سوم شد. در سال ۱۹۳۶ که المپیک در شهر برلین برگزار شد تیم ملی عملکرد ضعیفی به نمایش گذاشت و سپ هربرگر به عنوان مربی آلمان منصوب شد. در سال ۱۹۳۷ بعد از برد ۸–۰ دانمارک در شهر برسلاو (وروتسواف) به نام یازده مردان برسلاو معروف شدند.
بعد از الحاق اتریش به آلمان (آنشلوس) در سال ۱۹۳۸ به دلیل درخواست سیاستمداران آلمان نازی، ۵ یا ۶ بازیکن حرفه‌ای اتریش به تیم ملی آلمان پیوستند تا در جام جهانی ۱۹۳۸ در فرانسه شرکت کنند اما تیم ملی آلمان در همان ابتدای کار از دور رقابت‌ها کنار رفت و بدترین نتیجه تاریخ جام جهانی آلمان کسب شد (صرف نظر از سال ۱۹۳۰ و ۱۹۵۰ که آلمان در این جام‌ها شرکت نکرد).
در زمان جنگ جهانی دوم تیم ملی آلمان بیش از ۳۰ بازی ملی انجام داد اما در سال ۱۹۴۲ همه بازیکنان تیم ملی برای انجام خدمت سربازی فراخوانده شدند.

### سه تیم ملی آلمان
به زمانی گفته می‌شود که بعد از جنگ جهانی دوم آلمان دارای سه تیم بود آلمان غربی، آلمان شرقی و تیم ملی فوتبال زارلند.

### شگفتی در برن
آلمان غربی به کاپیتانی فریتس والتر و سرمربیگری سپ هربرگر در جام جهانی فوتبال ۱۹۵۴ موفق به کسب مقام قهرمانی شد. این قهرمانی در حالی به دست آمد که آلمان در دور گروهی مسابقات ۸–۳ مغلوب مجارستان شده بود اما در فینال جام جهانی فوتبال ۱۹۵۴ آلمان ۶ دقیقه به پایان بازی با گل هلموت ران موفق به شکست مجارستان با نتیجه ۳ بر ۲ شد و به نظر کارشناسان شگفتی بزرگی در برن اتفاق افتاد.

### دیدارهای به یاد ماندنی: گل ومبلی و بازی قرن
آلمان در جام جهانی فوتبال ۱۹۵۸ به مقام چهارمی رسید و در جام جهانی فوتبال ۱۹۶۲ تا مرحله یک چهارم نهایی پیش رفت. به دلیل نتایج نه چندان راضی‌کننده فدراسیون هدایت تیم ملی را بر عهده هلموت شون گذاشت. درجام جهانی فوتبال ۱۹۶۶ آلمان شوروی را با یک گل شکست داد تا بازی فینال را در مقابل تیم میزبان یعنی انگلیس در ورزشگاه ومبلی برگزار کند. بازی در وقت‌های معمول ۲–۲ به پایان رسید اما ضربه بحث‌برانگیز جف هرست، که به اعتقاد آلمان از خط نگذشته بود، را کمک داور بازی گل اعلام کرد تا بازی ۳–۲ به سود انگلیس شود. در دقایق پایانی وقت اضافی انگلیس گل دیگری را به ثمر رساند تا بازی را انگلیس ۴–۲ برده و قهرمان شود.
در جام جهانی فوتبال ۱۹۷۰ در مکزیک آلمان برای انتقام آمد. آن‌ها موفق شدند انتقام شکست ۴ سال قبل خود در مقابل انگلیس را بگیرند. سپس در مرحله نیمه نهایی به مصاف ایتالیا رفتند. در این بازی خاطره انگیز که بعدها از آن به عنوان بازی قرن یاد شد آلمان علی‌رغم بازی بسیار نزدیک و مصدومیت فرانتس بکن‌باوئر که شانه‌اش دررفته بود بازی را ۴–۳ واگذار کرد. اما اتفاق خوبی که برای آلمان‌ها در این جام رخ داد آقای گلی گرد مولر گلزن افسانه‌ای آلمان با ۱۰ گل زده بود. آلمان در بازی رده‌بندی با یک گل اروگوئه را شکست داد و به مقام سومی رسید.

### قهرمانی در جام جهانی ۱۹۷۴
قبل از جام جهانی فوتبال ۱۹۷۴ آلمان موفق به قهرمانی اروپا در سال ۱۹۷۲ شد و در فینال شوروی را با سه گل شکست داد و آماده جام جهانی شد. آلمان میزبان در فینال این رقابت‌ها به مصاف هلند رفت. تیمی که با اجرای توتال فوتبال بازی‌های درخشانی از خود به نمایش گذاشته بود و مدعی اصلی جام بود. در بازی فینال هلند با گل یوهان نیکنز یک بر صفر پیش افتاد اما بازی بسته و دقیق آلمان کار را برای هلند سخت کرد. آلمان با گل‌های پائول برایتنر و گرد مولر دومین قهرمانی در جام جهانی را تجربه کرد.

### اواخر دهه ۱۹۷۰ و اوایل دهه ۱۹۸۰
در اروپا آلمان در بازی فینال مغلوب چکسلواکی شد. بازی در وقت قانونی ۲–۲ به پایان رسید اما در ضربات پنالتی آلمان ۵ بر ۳ بازی را واگذار کرد. از آن موقع به بعد تیم ملی آلمان هرگز در ضربات پنالتی مغلوب نشده است فقط دو مورد از دست دادن پنالتی دیده می‌شود که یکی از آن‌ها در نیمه نهایی جام جهانی فوتبال ۱۹۸۲ اولی اشتیلیکه پنالتی خود را از دست داد هر چند که در آخر آلمان بود که فرانسه را شکست داد. مورد دوم از دست دادن پنالتی لوکاس پودولسکی در جام جهانی فوتبال ۲۰۱۰ مقابل صربستان بود.
آلمان در جام جهانی فوتبال ۱۹۷۸ واقع در آرژانتین نتوانست از عنوان قهرمانی خود دفاع کند و با باخت ۳ بر ۲ مقابل اتریش از گردونه رقابت کنار رفت و مربی موفق آلمان هلموت شون بازنشسته شد و هدایت تیم ملی آلمان را یوپ دروال بر عهده گرفت. تحت مربیگری یوپ آلمان موفق به فتح جام ملت‌های اروپا در سال ۱۹۸۰ شد. در جام جهانی ۱۹۸۲ آلمان‌ها نمایش خوبی داشتند و به مقام نایب قهرمانی مسابقات رسیدند. آلمان در بازی فینال ۳–۱ از ایتالیا باخت. بازی به یاد ماندنی برای آلمان‌ها در این جام برد تیم ملی فوتبال فرانسه بود که بازی ۳–۱ باخته را به تساوی ۳–۳ رساندند و در ضربات پنالتی پیروز بازی شدند.

### قهرمانی در جام جهانی ۱۹۹۰

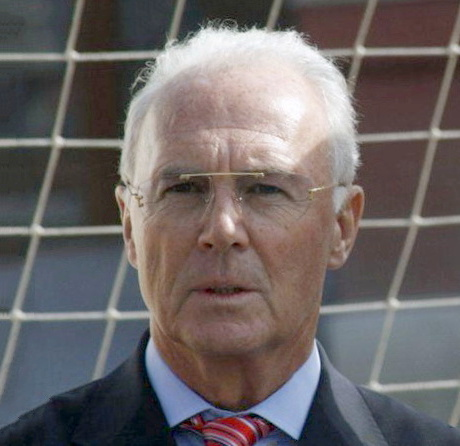
فرانتس بکن باوئر

بعد از نتیجه ضعیف در جام ملت‌های اروپا در سال ۱۹۸۴ آلمان با قدرت در جام جهانی فوتبال ۱۹۸۶ حاضر اما بار دیگر در بازی فینال بازی را به آرژانتین و دیگو مارادونا باختند تا سومین نایب قهرمانی خود را تجربه کرده باشند. در سال ۱۹۸۸ آلمان در مرحله نیمه نهایی جام ملتهای اروپا از هلند شکست خوردند. اما در جام جهانی فوتبال ۱۹۹۰ با شکست دادن آرژانتین در فینال انتقام گرفته و لوتار ماتیوس کاپیتان آلمان سومین جام ژرمن‌ها را بالای سر برد. فرانتس بکن‌باوئر در کنار دیدیه دشان تنها کسانی در تاریخ فوتبال هستند که هم به عنوان مربی و هم به عنوان کاپیتان جام جهانی را فتح کرده‌اند.

### دوران برتی فوگتس (۱۹۹۰–۱۹۹۸)
بعد از قهرمانی آلمان در جام جهانی دو کشور آلمان غربی و آلمان شرقی به هم پیوستند و بازیکنان خوبی مانند ماتیاس سامر و اولف کیرشتن در ترکیب تیم ملی آلمان قرار گرفتند. اولین بازی آلمان در عرصه بین‌المللی بعد از اتحاد جام ملت‌های اروپا ۱۹۹۲ می‌باشد که دانمارک شگفتی ساز مسابقات شد و موفق به پیروزی برابر آلمان در فینال شد. مشکلی که آلمان در این دوران داشت کهولت سن بازیکنانش بود. آن‌ها عملکرد مناسبی در جام جهانی فوتبال ۱۹۹۴ نداشتند و بلغارستان موفق به شکست آلمان در دور یک چهارم نهایی مسابقات شد. در جام ملت‌های اروپا ۱۹۹۶ آلمان موفق به کسب قهرمانی در این جام شد. با گل طلایی الیور بیرهوف که در وقت‌های اضافی بازی به ثمر رسید، بیرهوف به عنوان اولین بازیکنی لقب گرفت که گل طلایی را به ثمر رسانده است. این آخرین قهرمانی آلمان در سطح اروپا است. بعد از قهرمانی آلمان در این جام آن‌ها راهی فرانسه شدند تا در جام جهانی فوتبال ۱۹۹۸ شرکت کنند. باز هم آلمان خوب کار نکرد و در مرحله یک چهارم نهایی با سه گل مغلوب کرواسی شد. بعد از این باخت آلمان، مربی تیم برتی فوگتس از سمت خود برکنار شد و به جای او اریش ریبک انتخاب شد.

### دوران کان و بالاک

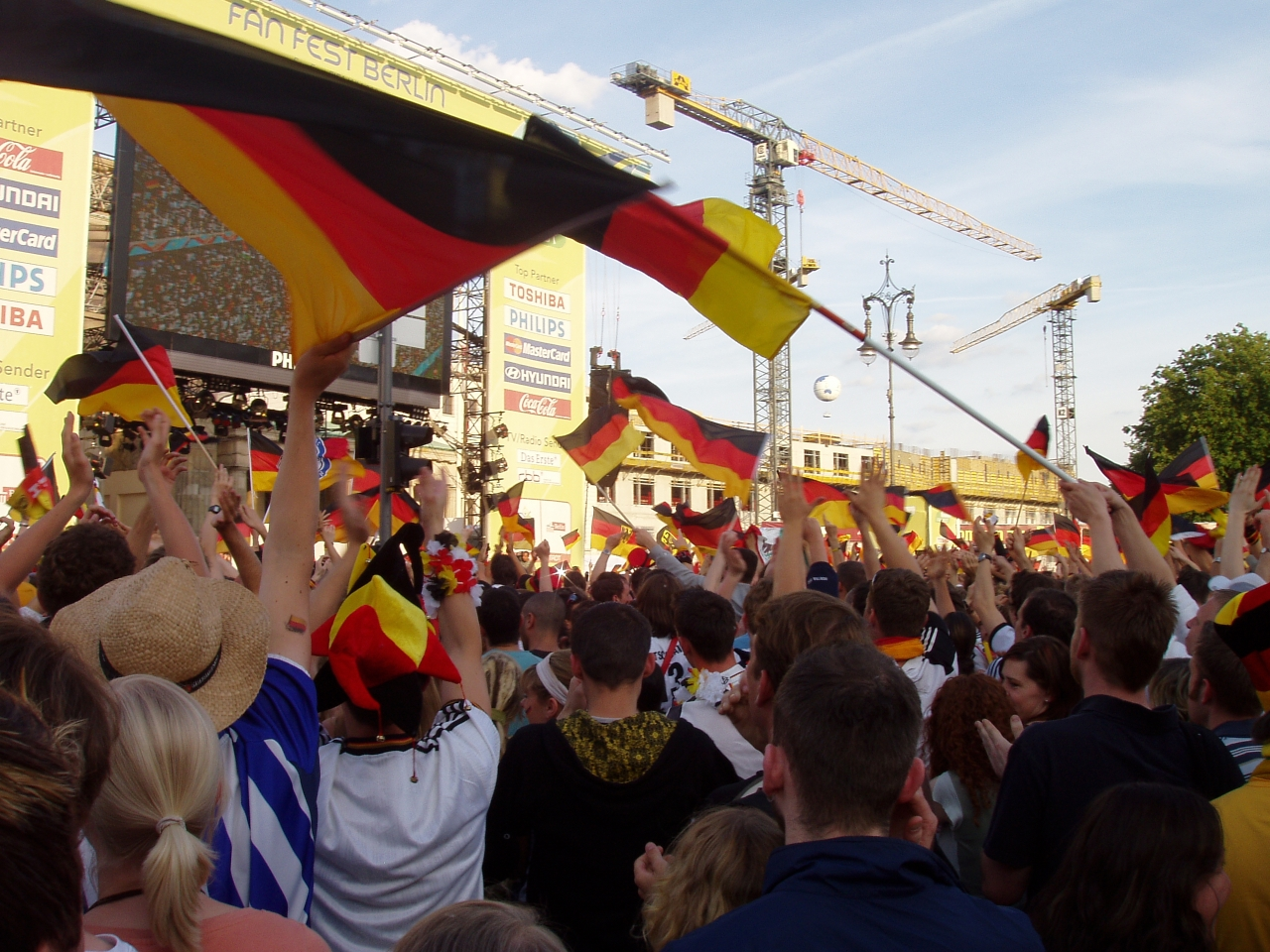
طرفداران آلمان در سال ۲۰۰۶

آلمان دچار افت شدیدی از لحاظ بازیکن شد اما در میان این مشکلات دو بازیکن شاخص آلمان الیور کان و میشائیل بالاک امیدبخش بودند. ابتدا در جام ملت‌های اروپا ۲۰۰۰ آلمان با عملکردی ضعیف از دور رقابت‌ها حذف شد و اریش ریبک از سمت خود استعفاء داد و به جای او رودی فولر مربی تیم ملی آلمان شد. تیم رودی فولر در جام جهانی فوتبال ۲۰۰۲ به خوبی کار کرد و با درخشش دروازه‌بان افسانه‌ای الیور کان، میشائیل بالاک هافبک و میروسلاو کلوزه بهترین گلزن تمام ادوار جام جهانی تا مرحله فینال رفتند و این بار در فینال مغلوب برزیل شدند. بعد از این آلمان نتوانست موفقیت خود در جام جهانی ۲۰۰۲ را تکرار کند و در جام ملت‌های اروپا ۲۰۰۴ در دور گروهی حذف شدند و رودی فولر از سمت خود کنار رفت و یورگن کلینزمن به عنوان جانشین او انتخاب شد.
آلمان‌ها امید زیادی داشتند که در جام جهانی فوتبال ۲۰۰۶، که در کشور خودشان برگزار می‌شد، قهرمان شوند. آلمان در این بازی‌ها نتایج خوبی کسب کردند و با پیروزی در هر سه بازی مرحله گروهی و با شکست دادن تیم ملی فوتبال آرژانتین که یکی از تیم‌های آماده این جام بود پا به مرحله نیمه نهایی گذاشتند اما در این مرحله مغلوب تیم ملی فوتبال ایتالیا شدند. در مرحله رده‌بندی این مسابقات آلمان پرتغال را شکست داد و به مقام سوم دست یافت. میروسلاو کلوزه با زدن ۵ گل در این تورنمنت توانست جایزه کفش طلا را دریافت کند.

### نسل جدید فوتبال آلمان با مربیگری لوو (۲۰۰۶–۲۰۱۴)

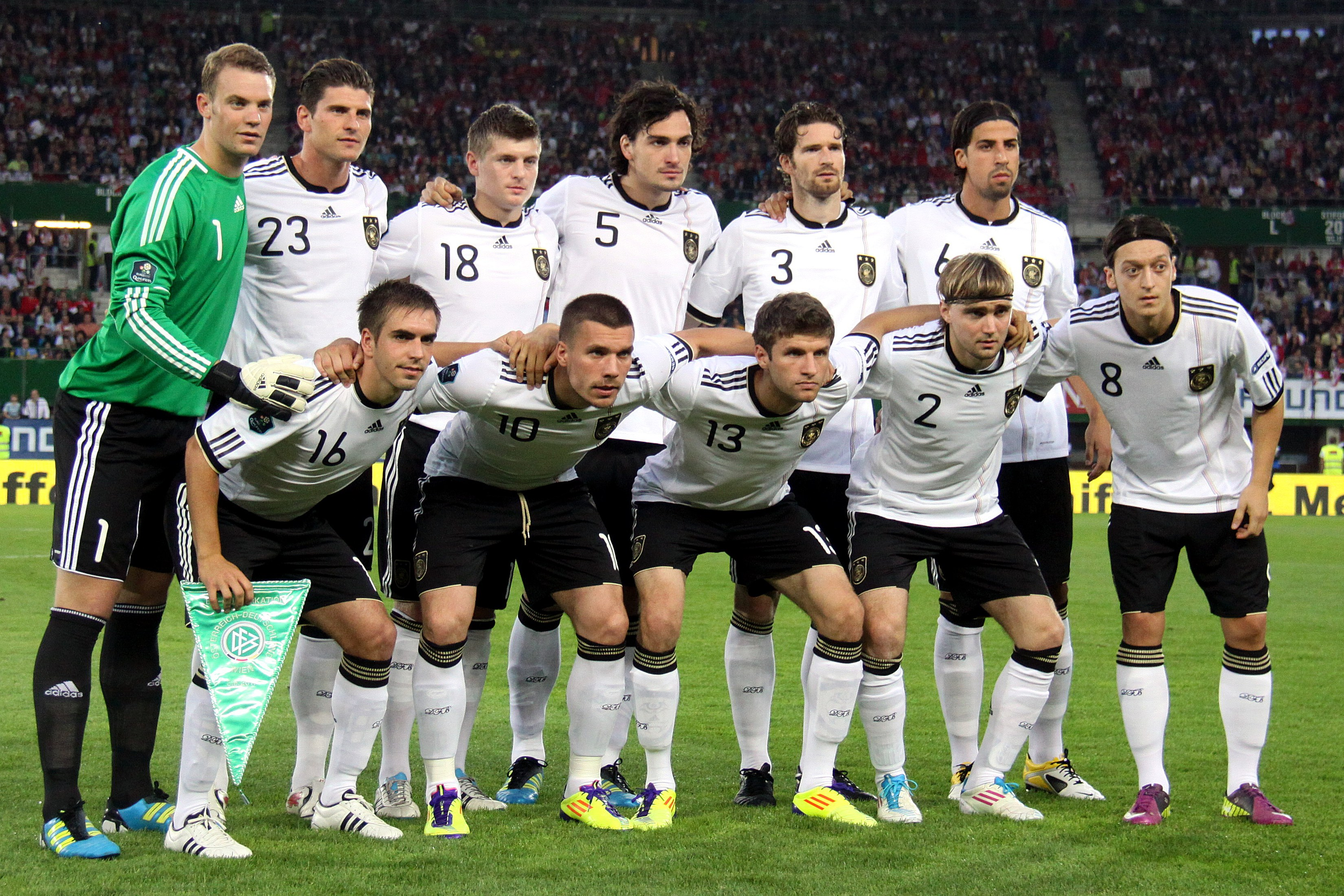
تیم ملی آلمان در رقابت‌های یورو ۲۰۱۲

پس از جام جهانی ۲۰۰۶ یوآخیم لوو که دستیار کلینزمن بود سرمربی آلمان شد. در این زمان سیاست فدراسیون فوتبال آلمان به پرورش بازیکنان جوان تغییر کرد و با مربیگری یوآخیم لوو در جام ملت‌های اروپا ۲۰۰۸ عملکرد خوبی داشت و با گذشت از سد پرتغال و ترکیه در مراحل یک چهارم نهایی و نیمه نهایی به فینال راه یافت ولی در مرحله فینال مغلوب تیم ملی فوتبال اسپانیا شد.
آلمانی‌ها با بازیکنانی کاملاً جوان مانند مسعود اوزیل، توماس مولر، تونی کروس، متس هوملس، سامی خدیرا و مانوئل نویر در بازی‌های جام جهانی فوتبال ۲۰۱۰ نیز خوش درخشیدند و با بردهای خیره‌کننده مقابل تیم‌های انگلیس (برد چهار بر یک) و آرژانتین (برد چهار بر صفر) کارشناسان را متحیر کرد. اما باز هم در مرحله نیم نهایی مغلوب اسپانیا شد. در مرحله رده‌بندی اروگوئه را شکست داد و به مقام سوم رسید. در این رقابت‌ها میروسلاو کلوزه با به ثمر رساندن ۱۴ گل در جام‌های جهانی به رکورد گرد مولر آلمانی رسید و توماس مولر نیز توانست کفش طلا و جایزه بهترین بازیکن جوان را نصیب خود کند.
در جام ملت‌های اروپا ۲۰۱۲ آلمان یکی از قدرتمندترین تیم‌ها بود که با پیروزی در تمام بازی‌های خود در مرحله مقدماتی به این مسابقات صعود کرده بود. همچنین با توجه به قرار گرفتن آن‌ها در گروه مرگ (پرتغال، هلند و دانمارک) مسابقات به خوبی عمل کردند و تنها تیم این جام بودند که با ۹ امتیاز به مرحله یک چهارم نهایی صعود کردند. آلمان‌ها با شکست یونان در مرحله یک چهارم نهایی توانستند رکورد ۱۵ بازی ملی بدون باخت را از خود به جا بگزارند اما در نیمه نهایی ۲۰۱۲ با یک بازی عجیب در مقابل ایتالیا که اصلاً نشانی از آلمان آماده قبل از نیمه نهایی نداشت، بازی را ۲ بر ۱ واگذار کردند.

### قهرمانی در جام جهانی ۲۰۱۴

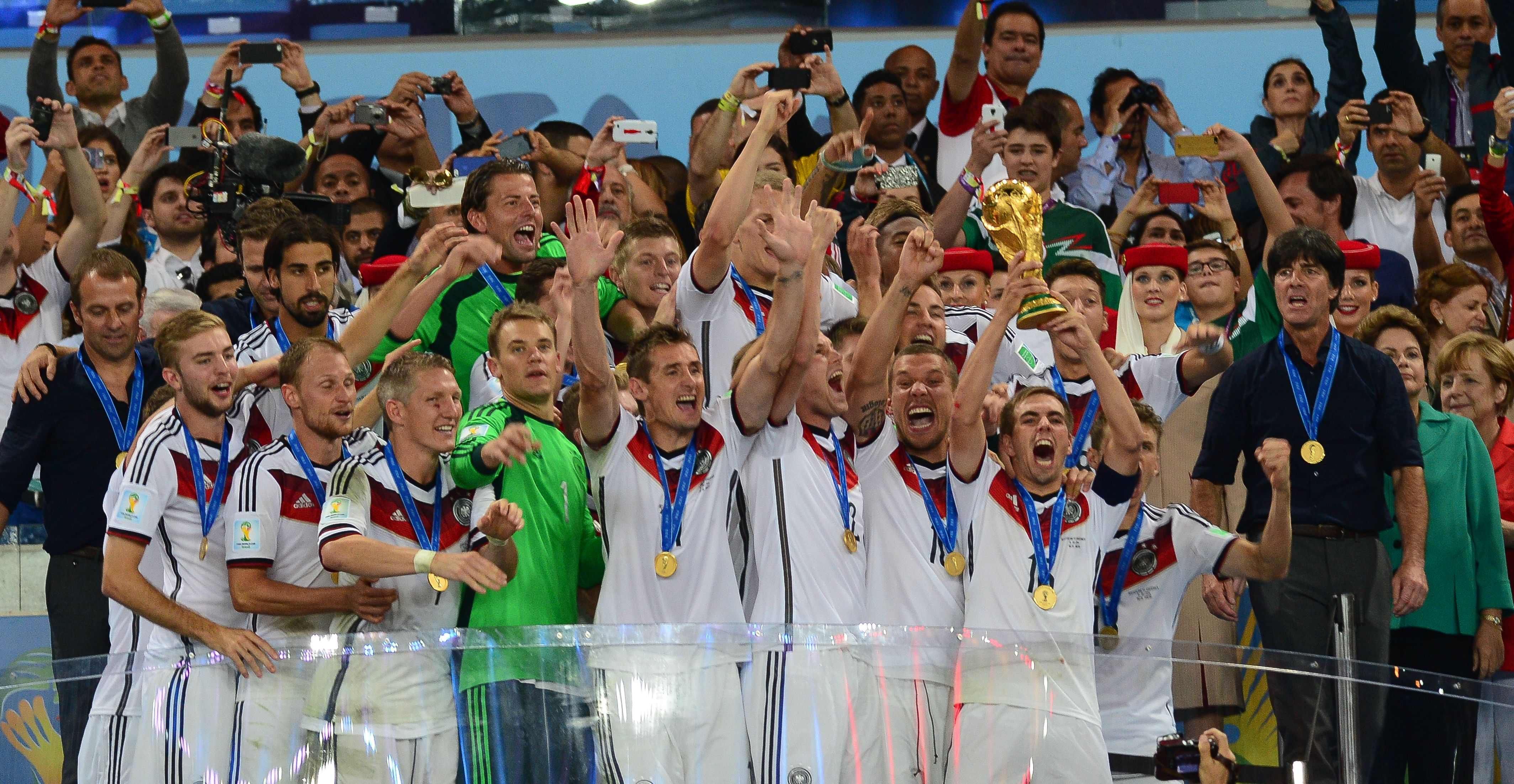
قهرمانی آلمان در جام جهانی فوتبال ۲۰۱۴

در نهایت آلمان یوآخیم لوو توانست در جام جهانی ۲۰۱۴ با شکست همه رقیبان از جمله پیروزی به یاد ماندنی ۷–۱ برابر برزیل میزبان و در نهایت شکست آرژانتین با اقتدار به مقام قهرمانی دست یابد. در این دوره از بازی‌ها میروسلاو کلوزه با دو گلی که در این رقابت‌ها به ثمر رساند از رونالدوی برزیلی پیشی گرفت و با ۱۶ گل بهترین گلزن ادوار جام‌های جهانی لقب گرفت. همچنین آلمان تنها کشور اروپایی شد که در طول تاریخ موفق به قهرمانی در خاک قاره آمریکا شده است.

### جام ملت‌های اروپا ۲۰۱۶
پس از قهرمانی در جام جهانی ۲۰۱۴، اولین تورنمنت رسمی تیم ملی آلمان در حالی آغاز شد که سه بازیکن عضو تیم قهرمان جام جهانی ۲۰۱۴ یعنی میروسلاو کلوزه، پر مرته ساکر و فیلیپ لام، از فوتبال ملی خداحافظی کرده بودند. تیم، در انتخابی رقابت‌های یورو شروع ناامیدکننده ای داشتند. آن‌ها بازی اول خود را ۲–۱ به اسکاتلند در خانه باختند و در بازی بعدی نیز برای اولین بار در تاریخ خود مغلوب لهستان شدند. پس از دو شکست متوالی، به تساوی ۱–۱ مقابل ایرلند رضایت دادند و اولین پیروزی خود را در مقابل جبرالطارق با نتیجه ۴ بر ۰ به‌دست آوردند. آخرین بازی خود در پایان سال را نیز مقابل اسپانیا انجام دادند. مشکلات بازی‌های ملی همچنان ادامه‌دار بود، مساوی و باخت به ایرلند کار را برای آلمان سخت می‌کرد. اما توانستند شکست مقابل لهستان و اسکاتلند را جبران و با پیروزی برابر گرجستان، صعود خود به رقابت‌های جام ملت‌های اروپا ۲۰۱۶ را قطعی کنند.
در ۱۲ ژوئن ۲۰۱۶، آلمان با درخشش برابر اوکراین، جام را با برد آغاز کردند. در بازی دوم مقابل لهستان به تساوی ۰–۰ رضایت دادند و با پیروزی ۱–۰ برابر ایرلند شمالی، به عنوان سرگروه گروه C رقابت‌ها به دور بعدی صعود کردند. تیم در یک‌هشتم نهایی مقابل اسلواکی قرار گرفت و با نتیجه ۳–۰ توانست به مرحله یک چهارم نهایی این رقابتها صعود کند. مرحله ای که آلمان توانست برای اولین بار ایتالیا را در یک تورنمنت شکست دهد. این بازی که یک بازی جنجالی بود، در وقت‌های عادی و اضافه با نتیجه ۱–۱ مساوی شد تا در ضربات پنالتی تیم برتر مشخص شود. در این بازی ۱۹ پنالتی زده شد و در آخر یوناس هکتور، آخرین پنالتی این مسابقه را تبدیل به گل کرد تا آلمان برای اولین بار ایتالیا را شکست دهد. در مرحله نیمه نهایی، آلمان با کشور میزبان یعنی فرانسه بازی کرد. تیم به دنبال چهارمین قهرمانی خود بود اما با شکست ۲–۰ مقابل فرانسه، به آلمان بازگشتند. این مسابقه دومین برد (در بازی‌های رسمی) فرانسه مقابل آلمان پس از سال ۱۹۵۸ بود.

### قهرمانی در جام کنفدراسیون‌ها ۲۰۱۷
در ۲ ژوئیه سال ۲۰۱۷، آلمان با تیم دوم خود با نام آلمان B شناخته می‌شد، وارد رقابت‌های جام کنفدراسیون‌های ۲۰۱۷ شد. آلمان با پیروزی ۱–۰ برابر شیلی در فینال توانست برای اولین بار قهرمان جام کنفدراسیون‌ها شود.

### جام جهانی ۲۰۱۸
با وجود پیروزی در تمام مسابقات انتخابی جام جهانی ۲۰۱۸ و قهرمانی جام کنفدراسیون‌ها ۲۰۱۷، تیم آلمان که به عنوان قهرمان دوره قبلی جام جهانی پا به روسیه می‌گذاشت، اولین بازی خود برابر مکزیک را به طرز عجیبی با نتیجه ۰–۱ واگذار کرد. این برای دومین بار از سال ۱۹۸۲ بود که آلمان اولین بازی خود را در جام جهانی می‌بازد. آلمان در دومین بازی خود برابر سوئد، با گل دقیقه ۵+۹۰ تونی کروس که دیرترین گل تاریخ جام جهانی بود امیدها را برای باقی ماندن در روسیه زنده نگه داشت. اما باخت ۰–۲ به کره جنوبی در شهر کازان، تیر خلاص را به کاروان مانشافت زد. این اتفاق در حالی رخ داد که آلمان هیچ وقت در مرحله گروهی جام جهانی حذف نشده بود جز در سال ۱۹۳۸ که مسابقات به‌طور گروهی برگزار نمی‌شدند.

### جام جهانی ۲۰۲۲
آلمان در جام جهانی فوتبال ۲۰۲۲ در اولین مسابقهٔ خود مقابل ژاپن با نتیجه ۲–۱ شکست خورد؛ تک گلِ آلمان از روی نقطه پنالتی توسط ایلکای گوندوغان زده شد و در نهایت با وجود پیروزی ۴ بر ۲ مقابل کاستاریکا برای دومین بار متوالی در مرحله گروهی حذف شدند.

## ورزشگاه خانگی

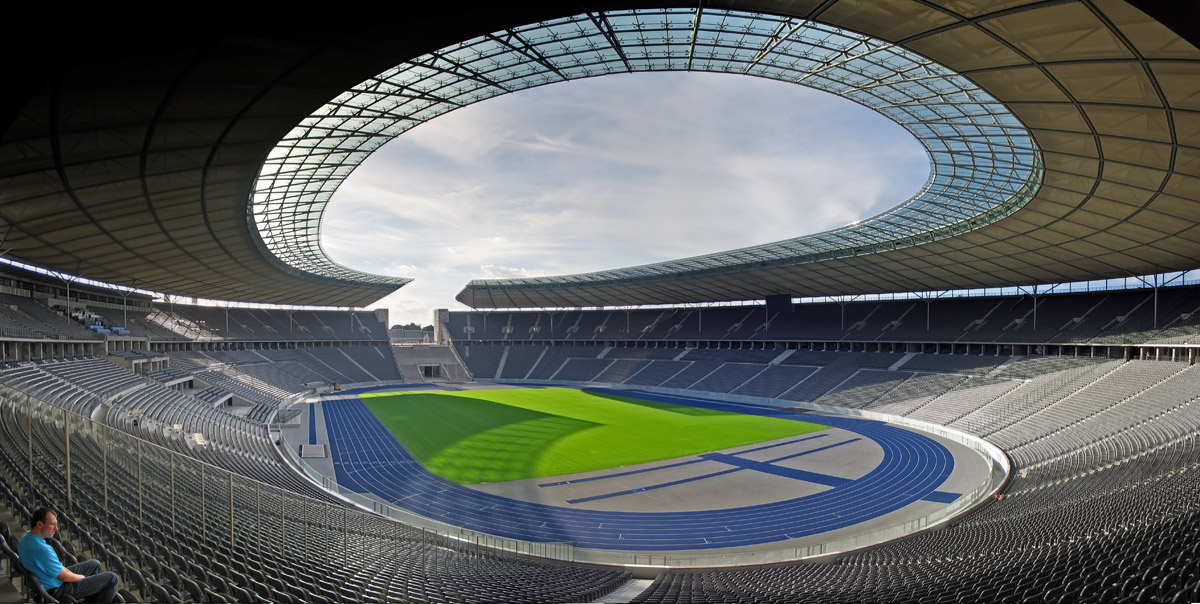
ورزشگاه المپیک برلین

تیم ملی آلمان بیشتر بازی‌های ملی خود را در ورزشگاه المپیک برلین انجام داده است اما ورزشگاه‌های دیگری نیز میزبان بازی‌های این تیم بوده‌اند. امروزه تیم ملی آلمان مسابقات خانگی خود را در میان استادیوم‌های مختلف این کشور به صورت چرخشی انجام می‌دهد. آنها تاکنون در ۴۳ شهر مختلف بازی‌های خانگی انجام داده‌اند؛ از جمله شهرهایی که در زمان گذشته جزئی از قلمرو آلمان بوده‌اند، مانند شهر وین اتریش که سه بازی بین سال‌های ۱۹۳۸ تا ۱۹۴۲ در آن جا انجام شد.
بازی‌های تیم ملی آلمان ۴۶ بار در شهر برلین که محل برگزاری اولین بازی خانگی آلمان (در سال ۱۹۰۸ برابر انگلیس) بود، انجام شده است. سایر شهرهای میزبان شامل هامبورگ (۳۴ بازی)، اشتوتگارت (۳۲ بازی)، هانوفر (۲۸ بازی) و شهر دورتموند هستند. یکی دیگر از مکان‌های قابل توجه، شهر مونیخ است که میزبان مسابقات مهمی در طول تاریخ فوتبال آلمان بوده است، از جمله فینال جام جهانی فوتبال ۱۹۷۴ که آلمان غربی در برابر هلند به پیروزی رسید.

## پوشش رسانه‌ای
مسابقات رسمی و دوستانه تیم ملی آلمان توسط شبکه آرتی‌ال پخش می‌شود. سایر پخش کنندگان شبکه‌های آ.ار.د و زد د اف هستند. مسابقات تیم ملی آلمان در جام جهانی و جام قهرمانی اروپا، از پربیننده‌ترین رویدادهای تلویزیونی در آلمان هستند.

## افتخارات

### رقابت‌های بزرگ
جام جهانی
- قهرمانی (۴): ۱۹۵۴، ۱۹۷۴، ۱۹۹۰، ۲۰۱۴
- نایب قهرمانی (۴): ۱۹۶۶، ۱۹۸۲، ۱۹۸۶، ۲۰۰۲
- مقام سومی (۴): ۱۹۳۴، ۱۹۷۰، ۲۰۰۶، ۲۰۱۰
- جایگاه چهارمی (۱): ۱۹۵۸

جام ملت‌های اروپا
- قهرمانی (۳): ۱۹۷۲، ۱۹۸۰، ۱۹۹۶
- نایب قهرمانی (۳): ۱۹۷۶، ۱۹۹۲، ۲۰۰۸
- مقام سومی (۳): ۱۹۸۸، ۲۰۱۲، ۲۰۱۶

بازی‌های المپیک تابستانی
- مدال طلا (۱): ۱۹۷۶
- مدال نقره (۲): ۱۹۸۰، ۲۰۱۶
- مدال برنز (۳): ۱۹۶۴، ۱۹۷۲، ۱۹۸۸
- جایگاه چهارمی (۱): ۱۹۵۲

جام کنفدراسیون‌ها
- قهرمانی (۱): ۲۰۱۷
- مقام سومی (۱): ۲۰۰۵
- لیگ ملت های اروپا
- جایگاه چهارمی (۱): ۲۰۲۵_۲۰۲۴

| مرور کلی                | مرور کلی | مرور کلی | مرور کلی | مرور کلی |
| رقابت                   | اول      | دوم      | سوم      | چهارم    |
| ----------------------- | -------- | -------- | -------- | -------- |
| جام جهانی               | ۴        | ۴        | ۴        | ۱        |
| جام ملت‌های اروپا        | ۳        | ۳        | ۳        | x        |
| بازی‌های المپیک تابستانی | ۱        | ۲        | ۳        | ۱        |
| جام کنفدراسیون‌ها        | ۱        | ۰        | ۱        | ۰        |
| لیگ ملت‌های اروپا        | ۰        | ۰        | ۰        | ۱        |
| مجموع                   | ۹        | ۹        | ۱۱       | ۳        |

منبع

### رقابت‌های کوچک
جام یو.اس.
- قهرمانی (۱): ۱۹۹۳

مسابقات صدمین سالگرد سوئیس
- قهرمانی (۱): ۱۹۹۵

مسابقات چهار ملت
- مقام سومی (۱): ۱۹۸۸

مسابقات آزتکا ۲۰۰۰
- مقام سومی (۱): ۱۹۸۵

### جوایز
جایزه بازی جوانمردانه جام جهانی
- برنده (۱): ۱۹۷۴

جایزه جذابترین تیم جام جهانی از نظر مخاطبان
- برنده (۱): ۲۰۱۰

جایزه بازی جوانمردانه جام کنفدراسیون‌ها
- برنده (۱): ۲۰۱۷

تیم سال فیفا
- برنده (۳): ۱۹۹۳، ۲۰۱۴، ۲۰۱۷

جایزه جهانی لوریوس برای تیم سال
- برنده (۱): ۲۰۱۵

جایزه بهترین تیم سال به انتخاب ورلد ساکر
- برنده (۲): ۱۹۹۰، ۲۰۱۴

قهرمانی غیررسمی جهان
- برنده (۳۱): ۳۱ بار

جایزه بهترین تیم ورزشی سال آلمان
- برنده (۱۰): ۱۹۶۶، ۱۹۷۰، ۱۹۷۴، ۱۹۸۰، ۱۹۹۰، ۱۹۹۶، ۲۰۰۲، ۲۰۰۶، ۲۰۱۰، ۲۰۱۴

جایزه برگ بوی نقره‌ای
- برنده (۷): ۱۹۵۴، ۱۹۷۲، ۱۹۷۴، ۱۹۸۰، ۱۹۹۰، ۱۹۹۶، ۲۰۱۴

جایزه بهترین تیم سال به انتخاب لاگاتزتا دلو اسپورت
- برنده (۳): ۱۹۸۰، ۱۹۹۰، ۲۰۱۴

جایزه بامبی
- برنده (۲): ۱۹۸۶، ۱۹۹۶

جایزه تلویزیون آلمان
- برنده (۱): ۲۰۱۰

جایزه پرنده طلایی
- برنده (۳): ۲۰۰۶، ۲۰۱۰، ۲۰۱۴

## بازیکنان

### ترکیب فعلی
بازیکنان زیر برای حضور در مسابقات مرحله یک چهارم نهایی لیگ ملت‌های اروپا ۲۵–۲۰۲۴ برابر ایتالیا به ترتیب در ۲۰ و ۲۳ مارس ۲۰۲۵ به تیم ملی آلمان دعوت شدند.
بروز رسانی اطلاعات و آمار: تا ۲۳ مارس ۲۰۲۴ و بعد از بازی با ایتالیا.
| ش. | پست       | بازیکن               | ت‌ت (سن)                  | بازی | گل | باشگاه              |
| -- | --------- | -------------------- | ------------------------ | ---- | -- | ------------------- |
| ۱  | دروازه‌بان | اولیور باومان        | ۲ ژوئن ۱۹۹۰ ‏(۳۵ سال)     | ۴    | ۰  | هوفنهایم            |
| ۱۲ | دروازه‌بان | الکساندر نوبل        | ۳۰ سپتامبر ۱۹۹۶ ‏(۲۸ سال) | ۲    | ۰  | اشتوتگارت           |
| ۲۱ | دروازه‌بان | استفان اورتگا        | ۶ نوامبر ۱۹۹۲ ‏(۳۲ سال)   | ۰    | ۰  | منچستر سیتی         |
|    |           |                      |                          |      |    |                     |
| ۲  | مدافع     | آنتونیو رودیگر       | ۳ مارس ۱۹۹۳ ‏(۳۲ سال)     | ۷۹   | ۳  | رئال مادرید         |
| ۳  | مدافع     | رابین کخ             | ۱۷ ژوئیهٔ ۱۹۹۶ ‏(۲۹ سال)   | ۱۲   | ۰  | آینتراخت فرانکفورت  |
| ۴  | مدافع     | جاناتان تاه          | ۱۱ فوریهٔ ۱۹۹۶ ‏(۲۹ سال)   | ۳۵   | ۰  | بایر ۰۴ لورکوزن     |
| ۶  | مدافع     | یوشوا کیمیش          | ۸ فوریهٔ ۱۹۹۵ ‏(۳۰ سال)    | ۹۹   | ۷  | بایرن مونیخ         |
| ۱۵ | مدافع     | نیکو اشلوتربک        | ۱ دسامبر ۱۹۹۹ ‏(۲۵ سال)   | ۲۰   | ۰  | بروسیا دورتموند     |
| ۱۷ | مدافع     | یان اورل بیسک        | ۲۹ نوامبر ۲۰۰۰ ‏(۲۴ سال)  | ۱    | ۰  | اینتر میلان         |
| ۱۸ | مدافع     | ماکسیمیلیان میتلشتات | ۱۸ مارس ۱۹۹۷ ‏(۲۸ سال)    | ۱۲   | ۱  | اشتوتگارت           |
| ۲۲ | مدافع     | داوید رائوم          | ۲۲ ژوئیهٔ ۱۹۹۸ ‏(۲۷ سال)   | ۲۷   | ۰  | لایپزیگ             |
|    |           |                      |                          |      |    |                     |
| ۵  | هافبک     | پاسکال گروس          | ۱۵ ژوئن ۱۹۹۱ ‏(۳۴ سال)    | ۱۴   | ۱  | بروسیا دورتموند     |
| ۸  | هافبک     | لئون گورتسکا         | ۶ فوریهٔ ۱۹۹۵ ‏(۳۰ سال)    | ۵۹   | ۱۵ | بایرن مونیخ         |
| ۱۰ | هافبک     | جمال موسیالا         | ۲۶ فوریهٔ ۲۰۰۳ ‏(۲۲ سال)   | ۴۰   | ۸  | بایرن مونیخ         |
| ۱۱ | هافبک     | ندیم امیری           | ۲۷ اکتبر ۱۹۹۶ ‏(۲۸ سال)   | ۷    | ۰  | ماینتس ۰۵           |
| ۱۴ | هافبک     | جیمی لولینگ          | ۲۶ فوریهٔ ۲۰۰۱ ‏(۲۴ سال)   | ۲    | ۱  | اشتوتگارت           |
| ۱۶ | هافبک     | آنجلو اشتیلر         | ۴ آوریل ۲۰۰۱ ‏(۲۴ سال)    | ۴    | ۰  | اشتوتگارت           |
| ۱۹ | هافبک     | لروی سانه            | ۱۱ ژانویهٔ ۱۹۹۶ ‏(۲۹ سال)  | ۶۹   | ۱۴ | بایرن مونیخ         |
| ۲۰ | هافبک     | کریم ادیمی           | ۱۸ ژانویهٔ ۲۰۰۲ ‏(۲۳ سال)  | ۶    | ۱  | بروسیا دورتموند     |
| ۲۳ | هافبک     | روبرت آندریش         | ۲۲ سپتامبر ۱۹۹۴ ‏(۳۰ سال) | ۱۸   | ۰  | بایر ۰۴ لورکوزن     |
|    |           |                      |                          |      |    |                     |
| ۷  | مهاجم     | یوناتان بورکارت      | ۱۱ ژوئیهٔ ۲۰۰۰ ‏(۲۵ سال)   | ۳    | ۰  | ماینتس ۰۵           |
| ۹  | مهاجم     | تیم کلایندینست       | ۳۱ اوت ۱۹۹۵ ‏(۲۹ سال)     | ۶    | ۴  | بروسیا مونشن‌گلادباخ |
| ۱۳ | مهاجم     | دنیز اونداو          | ۱۹ ژوئیهٔ ۱۹۹۶ ‏(۲۹ سال)   | ۵    | ۳  | اشتوتگارت           |

### دعوت شده‌های اخیر
بازیکنان زیر هم در ۱۲ ماه گذشته به تیم ملی آلمان دعوت شده‌اند.
| پست       | نام بازیکن          | تاریخ تولد (سن)          | بازی‌ | گل‌ | باشگاه                 | آخرین دعوت                         |
| --------- | ------------------- | ------------------------ | ---- | -- | ---------------------- | ---------------------------------- |
| دروازه‌بان | یانیس بلاسویچ       | ۲ مهٔ ۱۹۹۱ ‏(۳۴ سال)       | ۰    | ۰  | ردبول زالستبورگ        | v. هلند, ۱۴ اکتبر ۲۰۲۴             |
| دروازه‌بان | مارک-آندره تر اشتگن | ۳۰ آوریل ۱۹۹۲ ‏(۳۳ سال)   | ۴۲   | ۰  | بارسلونا               | v. هلند, ۱۰ سپتامبر ۲۰۲۴           |
| دروازه‌بان | مانوئل نویر         | ۲۷ مارس ۱۹۸۶ ‏(۳۹ سال)    | ۱۲۴  | ۰  | بایرن مونیخ            | جام ملت‌های اروپا ۲۰۲۴              |
| دروازه‌بان | برنت لنو            | ۴ مارس ۱۹۹۲ ‏(۳۳ سال)     | ۹    | ۰  | فولام                  | v. هلند, ۲۶ مارس ۲۰۲۴              |
| دروازه‌بان | کوین تراپ           | ۸ ژوئیهٔ ۱۹۹۰ ‏(۳۵ سال)    | ۹    | ۰  | آینتراخت فرانکفورت     | v. اتریش, ۲۱ نوامبر ۲۰۲۳           |
|           |                     |                          |      |    |                        |                                    |
| مدافع     | روبین گوزنس         | ۵ ژوئیهٔ ۱۹۹۴ ‏(۳۱ سال)    | ۲۳   | ۲  | فیورنتینا              | v. بوسنی و هرزگوین, ۱۹ نوامبر ۲۰۲۴ |
| مدافع     | بنیامین هنریکس      | ۲۳ فوریهٔ ۱۹۹۷ ‏(۲۸ سال)   | ۱۹   | ۰  | لایپزیگ                | v. بوسنی و هرزگوین, ۱۹ نوامبر ۲۰۲۴ |
| مدافع     | والدمار آنتون       | ۲۰ ژوئیهٔ ۱۹۹۶ ‏(۲۹ سال)   | ۷    | ۰  | بروسیا دورتموند        | v. هلند, ۱۴ اکتبر ۲۰۲۴             |
| مدافع     | داوید رائوم         | ۲۲ ژوئیهٔ ۱۹۹۸ ‏(۲۷ سال)   | ۲۰   | ۲  | لایپزیگ                | v. بوسنی و هرزگوین, ۱۱ اکتبر ۲۰۲۴  |
| مدافع     | جان نیکلاس بست      | ۴ ژانویهٔ ۱۹۹۹ ‏(۲۶ سال)   | ۰    | ۰  | بنفیکا                 | v. فرانسه, ۲۳ مارس ۲۰۲۴            |
|           |                     |                          |      |    |                        |                                    |
| هافبک     | یولیان برانت        | ۲ مهٔ ۱۹۹۶ ‏(۲۹ سال)       | ۴۸   | ۳  | بروسیا دورتموند        | v. بوسنی و هرزگوین, ۱۹ نوامبر ۲۰۲۴ |
| هافبک     | فلوریان ویرتز       | ۳ مهٔ ۲۰۰۳ ‏(۲۲ سال)       | ۲۹   | ۶  | بایر ۰۴ لورکوزن        | v. بوسنی و هرزگوین, ۱۹ نوامبر ۲۰۲۴ |
| هافبک     | کریس فوریش          | ۹ ژانویهٔ ۱۹۹۸ ‏(۲۷ سال)   | ۸    | ۰  | اشتوتگارت              | v. بوسنی و هرزگوین, ۱۹ نوامبر ۲۰۲۴ |
| هافبک     | فلیکس ان‌مکا         | ۱۰ اکتبر ۲۰۰۰ ‏(۲۴ سال)   | ۳    | ۱  | بروسیا دورتموند        | v. بوسنی و هرزگوین, ۱۹ نوامبر ۲۰۲۴ |
| هافبک     | الکساندر پاولوویچ   | ۳ مهٔ ۲۰۰۴ ‏(۲۱ سال)       | ۴    | ۱  | بایرن مونیخ            | v. هلند, ۱۴ اکتبر ۲۰۲۴             |
| هافبک     | کوین شاده           | ۲۷ نوامبر ۲۰۰۱ ‏(۲۳ سال)  | ۴    | ۰  | برنتفورد               | v. هلند, ۱۴ اکتبر ۲۰۲۴             |
| هافبک     | امره جان            | ۱۲ ژانویهٔ ۱۹۹۴ ‏(۳۱ سال)  | ۴۸   | ۲  | بروسیا دورتموند        | v. هلند, ۱۰ سپتامبر ۲۰۲۴           |
| هافبک     | تونی کروس           | ۴ ژانویهٔ ۱۹۹۰ ‏(۳۵ سال)   | ۱۱۴  | ۱۷ | –                      | جام ملت‌های اروپا ۲۰۲۴              |
| هافبک     | ایلکای گوندوغان     | ۲۴ اکتبر ۱۹۹۰ ‏(۳۴ سال)   | ۸۲   | ۱۹ | منچستر سیتی            | جام ملت‌های اروپا ۲۰۲۴              |
| هافبک     | روکو رایتز          | ۲۹ مهٔ ۲۰۰۲ ‏(۲۳ سال)      | ۰    | ۰  | بروسیا مونشن‌گلادباخ    | v. اوکراین, ۳ ژوئن ۲۰۲۴            |
|           |                     |                          |      |    |                        |                                    |
| مهاجم     | کای هاورتز          | ۱۱ ژوئن ۱۹۹۹ ‏(۲۶ سال)    | ۵۵   | ۲۰ | آرسنال                 | v. بوسنی و هرزگوین, ۱۹ نوامبر ۲۰۲۴ |
| مهاجم     | سرژ گنابری          | ۱۴ ژوئیهٔ ۱۹۹۵ ‏(۳۰ سال)   | ۴۹   | ۲۲ | بایرن مونیخ            | v. بوسنی و هرزگوین, ۱۹ نوامبر ۲۰۲۴ |
| مهاجم     | ماکسیمیلیان بیر     | ۱۷ اکتبر ۲۰۰۲ ‏(۲۲ سال)   | ۴    | ۰  | بروسیا دورتموند        | v. هلند, ۱۰ سپتامبر ۲۰۲۴           |
| مهاجم     | نیکلاس فولکروگ      | ۹ فوریهٔ ۱۹۹۳ ‏(۳۲ سال)    | ۲۲   | ۱۴ | وستهام یونایتد         | v. مجارستان, ۷ سپتامبر ۲۰۲۴        |
| مهاجم     | توماس مولر          | ۱۳ سپتامبر ۱۹۸۹ ‏(۳۵ سال) | ۱۳۱  | ۴۵ | بایرن مونیخ            | جام ملت‌های اروپا ۲۰۲۴              |
| مهاجم     | برایان گرودا        | ۳۱ مهٔ ۲۰۰۴ ‏(۲۱ سال)      | ۰    | ۰  | برایتون اند هوو آلبیون | v. اوکراین, ۳ ژوئن ۲۰۲۴            |

## رکوردها

### بیشترین بازی ملی

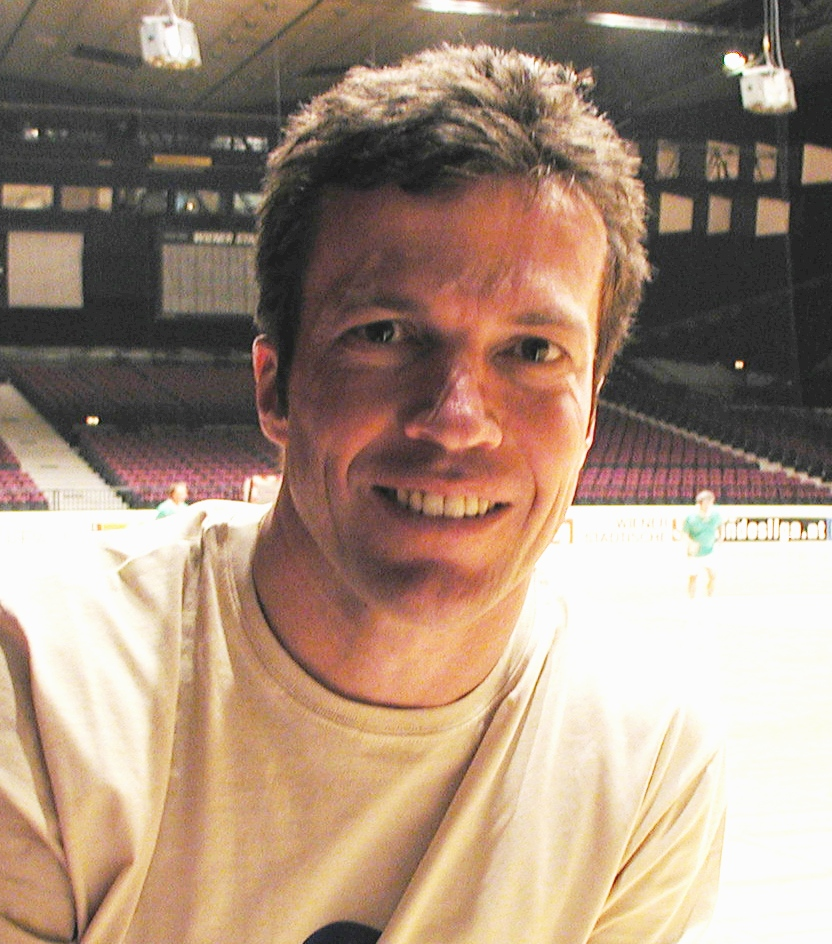
لوتار ماتئوس رکورددار بازی ملی در تیم ملی آلمان

تا ۵ ژوئیهٔ ۲۰۲۴.
| #  | بازیکن              | سال       | بازی ملی | گل |
| -- | ------------------- | --------- | -------- | -- |
| ۱  | لوتار ماتئوس        | ۱۹۸۰–۲۰۰۰ | ۱۵۰      | ۲۳ |
| ۲  | میروسلاو کلوزه      | ۲۰۰۱–۲۰۱۴ | ۱۳۷      | ۷۱ |
| ۳  | توماس مولر          | ۲۰۱۰–۲۰۲۴ | ۱۳۱      | ۴۵ |
| ۴  | لوکاس پودولسکی      | ۲۰۰۴–۲۰۱۷ | ۱۳۰      | ۴۹ |
| ۵  | مانوئل نویر         | ۲۰۰۹–۲۰۲۴ | ۱۲۴      | ۰  |
| ۶  | باستیان شواینشتایگر | ۲۰۰۴–۲۰۱۶ | ۱۲۱      | ۲۴ |
| ۷  | تونی کروس           | ۲۰۱۰–۲۰۲۴ | ۱۱۴      | ۱۷ |
| ۸  | فیلیپ لام           | ۲۰۰۴–۲۰۱۴ | ۱۱۳      | ۵  |
| ۹  | یورگن کلینزمن       | ۱۹۸۷–۱۹۹۸ | ۱۰۸      | ۴۷ |
| ۱۰ | یورگن کولر          | ۱۹۸۶–۱۹۹۸ | ۱۰۵      | ۲  |

### بهترین گلزنان

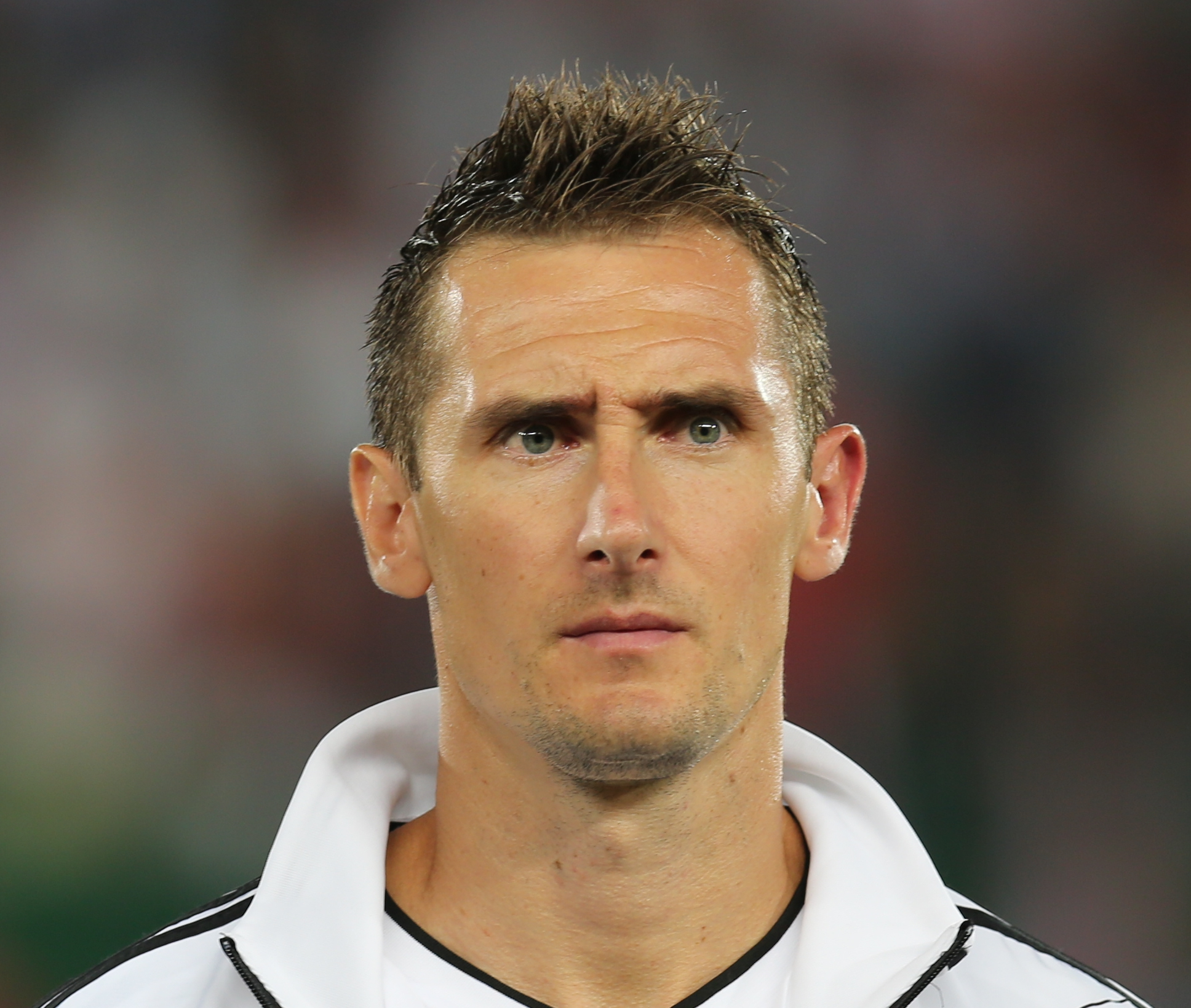
میروسلاو کلوزه بهترین گلزن تیم ملی آلمان

تا ۵ ژوئیهٔ ۲۰۲۴.
| #  | بازیکن              | سال       | گل | بازی ملی | میانگین |
| -- | ------------------- | --------- | -- | -------- | ------- |
| ۱  | میروسلاو کلوزه      | ۲۰۰۱–۲۰۱۴ | ۷۱ | ۱۳۷      | ۰٫۵۲    |
| ۲  | گرد مولر            | ۱۹۶۶–۱۹۷۴ | ۶۸ | ۶۲       | ۱٫۱     |
| ۳  | لوکاس پودولسکی      | ۲۰۰۴–۲۰۱۷ | ۴۹ | ۱۳۰      | ۰٫۳۸    |
| ۴  | رودی فولر           | ۱۹۸۲–۱۹۹۴ | ۴۷ | ۹۰       | ۰٫۵۲    |
| ۴  | یورگن کلینزمن       | ۱۹۸۷–۱۹۹۸ | ۴۷ | ۱۰۸      | ۰٫۴۴    |
| ۶  | کارل-هاینتس رومنیگه | ۱۹۷۶–۱۹۸۶ | ۴۵ | ۹۵       | ۰٫۴۷    |
| ۶  | توماس مولر          | ۲۰۱۰–۲۰۲۴ | ۴۵ | ۱۳۱      | ۰٫۳۴    |
| ۸  | اووه زلر            | ۱۹۵۴–۱۹۷۰ | ۴۳ | ۷۲       | ۰٫۶     |
| ۹  | میشائل بالاک        | ۱۹۹۹–۲۰۱۰ | ۴۲ | ۹۸       | ۰٫۴۳    |
| ۱۰ | الیور بیرهوف        | ۱۹۹۶–۲۰۰۲ | ۳۷ | ۷۰       | ۰٫۵۳    |

## سرمربیان
تیم آلمان در سال ۱۹۲۶ صاحب اولین سرمربی خود شد. در این مدت از کارشناس علوم تربیتی تا مربی بدون گواهینامه مربیگری، و از سکاندار نرم‌خو تا ستاره‌های درخشان دنیای فوتبال، هدایت تیم ملی آلمان را بر عهده داشته‌اند.
| #  | سرمربی          | شروع | پایان | مدت سرمربیگری | افتخارات |
| -- | --------------- | ---- | ----- | ------------- | --- |
| ۱  | اتو نرتز        | ۱۹۲۶ | ۱۹۳۶  | ۱۰ سال        | جام جهانی ۱۹۳۴ |
| ۲  | سپ هربرگر       | ۱۹۳۶ | ۱۹۶۴  | ۲۸ سال        | جام جهانی ۱۹۵۴ |
| ۳  | هلموت شون       | ۱۹۶۴ | ۱۹۷۸  | ۱۴ سال        | جام جهانی ۱۹۶۶ جام جهانی ۱۹۷۰ جام ملت‌های اروپا ۱۹۷۲ جام جهانی ۱۹۷۴ جام ملت‌های اروپا ۱۹۷۶                              |
| ۴  | یوپ دروال       | ۱۹۷۸ | ۱۹۸۴  | ۶ سال         | جام ملت‌های اروپا ۱۹۸۰ جام جهانی ۱۹۸۲                                                                                  |
| ۵  | فرانتس بکن‌باوئر | ۱۹۸۴ | ۱۹۹۰  | ۶ سال         | جام جهانی ۱۹۸۶ جام ملت‌های اروپا ۱۹۸۸ جام جهانی ۱۹۹۰                                                                   |
| ۶  | برتی فوگتس      | ۱۹۹۰ | ۱۹۹۸  | ۸ سال         | جام ملت‌های اروپا ۱۹۹۲ جام ملت‌های اروپا ۱۹۹۶                                                                           |
| ۷  | اریش ریبک       | ۱۹۹۸ | ۲۰۰۰  | ۲ سال         | – |
| ۸  | رودی فولر       | ۲۰۰۰ | ۲۰۰۴  | ۴ سال         | جام جهانی ۲۰۰۲ |
| ۹  | یورگن کلینزمن   | ۲۰۰۴ | ۲۰۰۶  | ۲ سال         | جام کنفدراسیون‌ها ۲۰۰۵ جام جهانی ۲۰۰۶                                                                                  |
| ۱۰ | یوآخیم لوو      | ۲۰۰۶ | ۲۰۲۱  | ۱۵ سال        | جام ملت‌های اروپا ۲۰۰۸ جام جهانی ۲۰۱۰ جام ملت‌های اروپا ۲۰۱۲ جام جهانی ۲۰۱۴ جام ملت‌های اروپا ۲۰۱۶ جام کنفدراسیون‌ها ۲۰۱۷ |
| ۱۱ | هانسی فلیک      | ۲۰۲۱ | ۲۰۲۳  | ۲ سال         | – |
| ۱۲ | رودی فولر       | ۲۰۲۳ | ۲۰۲۳  | ۱۲ روز        | – |
| ۱۳ | یولیان ناگلزمان | ۲۰۲۳ | متصدی | هم‌اکنون       | – |